# ایگی ولفینگتون
ایگناتیوس "ایگی" ولفینگتون (انگلیسی: Ignatius "Iggie" Wolfington؛ ۱۴ اکتبر ۱۹۱۹ - ۳۰ سپتامبر ۲۰۰۴) بازیگر آمریکایی بود. او جوانترین عضو خانواده معتبر ولفینگتون در فیلادلفیا، تاجران کالسکه در اوایل قرن بیستم و برادر بنیانگذار شرکت ولفینگتون بادی در اکستون، پنسیلوانیا بود. او در سال ۱۹۷۲ با بازیگری به نام لین وود ازدواج کرد.
ولفینگتون در سال ۱۹۸۴ برنده جایزه یک عمر دستاورد هنری انجمن بازیگران فیلم شد. او همچنین جوایز «بشردوستانه فیلیپ لوب» و «حلقه منتقدان درام لس‌آنجلس» را نیز به‌دست آورده است.

## فیلم‌شناسی
| سال  | نام                | نقش                   |
| ---- | ------------------ | --------------------- |
| ۱۹۶۶ | پنه‌لوپه            | صاحب فروشگاه          |
| ۱۹۷۳ | هکس                | رهبر گروه             |
| ۱۹۷۴ | هربی دوباره می‌تازد | وکیل - تیم دوم        |
| ۱۹۷۵ | قوی‌ترین مرد جهان   | آقای بکر              |
| ۱۹۷۷ | تلفن               | پدر استوارت دیلر      |
| ۱۹۷۹ | ۱۹۴۱               | مایر میشکین           |
| ۱۹۸۸ | پسران بابا         | صادرکننده جواز ازدواج |